# بريتو كولين
بريتو كولين (بالإنجليزية: Brett Cullen)‏ (و. 1956 – م) هو ممثل، وممثل تلفزيوني، من الولايات المتحدة الأمريكية، ولد في هيوستن، تكساس.

## التعليم
تعلم في جامعة هيوستن.

## وصلات خارجية
- بريتو كولين على موقع IMDb (الإنجليزية)
- بريتو كولين على موقع ألو سيني (الفرنسية)
- بريتو كولين على موقع ميوزك برينز (الإنجليزية)
- بريتو كولين على موقع أول موفي (الإنجليزية)
- بريتو كولين على موقع قاعدة بيانات الأفلام السويدية (السويدية)
- بريتو كولين على موقع إن إن دي بي (الإنجليزية)
- بريتو كولين على موقع ديسكوغز (الإنجليزية)
- بريتو كولين على موقع قاعدة بيانات الفيلم (الإنجليزية)
- بريتو كولين على موقع كينوبويسك (الروسية)